# Callistocythere adriatica
Callistocythere adriatica is een mosselkreeftjessoort uit de familie van de Leptocytheridae. De wetenschappelijke naam van de soort is voor het eerst geldig gepubliceerd in 1968 door Masoli.